# 细叶益母草
细叶益母草（学名：Leonurus sibiricus）为唇形科益母草属下的一个种。

## 扩展阅读
- 維基物種上的相關：细叶益母草